# Plagiochila khasiana
Plagiochila khasiana là một loài rêu trong họ Plagiochilaceae. Loài này được Mitt. mô tả khoa học đầu tiên.